# Ruch Błękitnych Koszul
Ruch Błękitnych Koszul (ang. Blueshirts Movement, irl. Lucht na Léine Gorma) – skrajnie prawicowy irlandzki nacjonalistyczny i faszystowski ruch polityczny, działający w latach 30. XX w. w Irlandii.
W latach 20. Irlandia przeżywała okres wewnętrznych kryzysów spowodowanych m.in. wzrostem aktywności lewicy rewolucyjnej i jej bojówek paramilitarnych, w tym Komunistycznej Partii Irlandii. W obawie przed dokonaniem przez nią rewolucji doszło do aktywizacji weteranów walk o niepodległość kraju. W lutym 1932 r. utworzyli oni Związek Towarzyszy Broni (Army Comrades Association, ACA). W sierpniu na jego czele stanął Thomas O’Higgins, poseł do parlamentu irlandzkiego. ACA pełniła podwójną rolę; broniła interesów weteranów walk o niepodległość, a z drugiej strony odgrywała rolę protektora partii Cumann na nGaedhael, której wiece były atakowane przez bojowników zdelegalizowanej w marcu 1933 r. Irlandzkiej Armii Republikańskiej. Coraz częściej dochodziło do starć ulicznych między członkami ACA i IRA, których eskalacja nastąpiła w styczniu 1933 r. podczas wyborów parlamentarnych. 
8 kwietnia 1933 r. w Dublinie ACA przekształcił się w Ruch Błękitnych Koszul. Nazwa pochodziła od koloru oficjalnego stroju partyjnego, symbolizującego zjednoczoną Irlandię otoczoną w całości przez błękitny ocean. Hymn dla ruchu napisał znany poeta, współtwórca „irlandzkiego renesansu”, laureat literackiej Nagrody Nobla w 1923 r. i senator, William Butler Yeats. W lipcu 1933 r. na czele Błękitnych Koszul stanął gen. Eoin O’Duffy, b. bohater powstania wielkanocnego z 1916 r. i uczestnik wojny o niepodległość kraju, który w lutym został zdymisjonowany ze stanowiska naczelnego komisarza irlandzkiej policji zwanej Garda Síochána na hÉireann. Próbował on przekształcić ruch w Gwardię Narodową. Do jego programu wprowadził różne elementy kojarzone z faszyzmem, jak pozdrawianie się wyciągnięciem w górę ręki i powiedzeniem „Hoch O’Duffy!”, czy urządzanie masowych wieców. Członkami Błękitnych Koszul mogli zostawać jedynie Irlandczycy, których oboje rodzice byli chrześcijanami. Wzorem dla E. O’Duffy’ego był Benito Mussolini i jego Narodowa Partia Faszystowska. Ponadto, program Błękitnych Koszul zawierał hasła obrony interesu narodowego i kultury społecznej, niwelowania różnić klasowych, zjednoczenia Irlandii, poprowadzenie młodzieży do konstruktywnej akcji narodowej oraz wprowadzenia w kraju systemu korporacyjnego, który polegałby na współpracujących ze sobą organizacjach pracowników i pracodawców, zapobiegających strajkom i zwolnieniom za pomocą trybunałów sądowych, co doprowadziłoby do harmonijnej współpracy pomiędzy poszczególnymi branżami. System taki bardziej pasował formie katolickiej, niż faszystowskiej. Dużą rolę odgrywał także antysemityzm, gdyż – według E. O’Duffy’ego – jego ruch miał walczyć przeciwko międzynarodowemu żydostwu o przywrócenie należnego miejsca rasie aryjskiej. Przywódca Błękitnych Koszul nawiązał kontakty z międzynarodowym ruchem faszystowskim, biorąc udział w grudniu 1934 r. na Międzynarodowej Konferencji Faszystowskiej w Montreux w Szwajcarii. 
Wzrost liczebny ruchu był bardzo szybki; pod koniec 1934 r. liczył już ok. 120 tys. członków. W sierpniu 1934 r. odbył się w Dublinie uroczysty przemarsz ok. 20 tys. członków ruchu w celu uczczenia poległych w walkach o niepodległość kraju, który zakończył się przed budynkiem parlamentu. Stało się to pretekstem dla władz państwowych do zdelegalizowania Błękitnych Koszul z obawy przed przewrotem faszystowskim. Na byłych członków posypały się różnego rodzaju represje, a nielegalne demonstracje były brutalnie rozpędzane, np. w 1935 r. w mieście Cork policja otworzyła ogień do nieuzbrojonych działaczy ruchu, zabijając 1 osobę. 
Na miejsce Ruchu Błękitnych Koszul E. O’Duffy powołał organizację Młoda Irlandia (Young Ireland), też zdelegalizowaną, podobnie jak następna – Liga Młodych (League of Youth); ostatecznie utworzona została Zjednoczona Partia Irlandzka Fine Gael (United Ireland Party of the Fine Gael). Po jej opuszczeniu przez E. O’Duffy’ego wielu b. członków Błękitnych Koszul wstąpiło do nowego ugrupowania pod nazwą Narodowa Partia Korporacyjna, a następnie wyruszyło w szeregach Brygady Irlandzkiej do Hiszpanii, aby walczyć po stronie gen. Francisco Franco z republikanami.